# دوسيبيليس الأول من جيتا

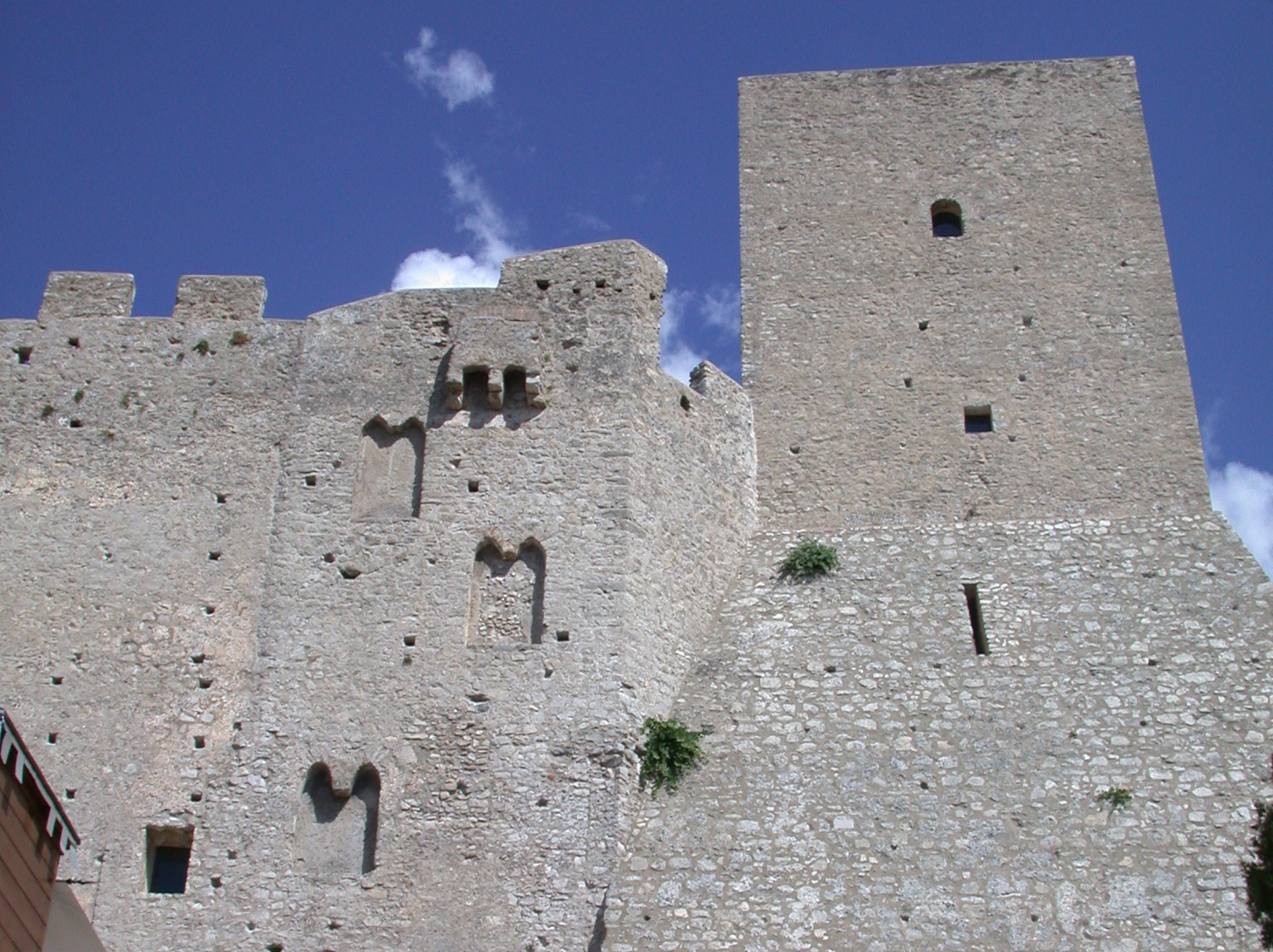
ساحة برج قلعة إتري والتي تعزى لدوسيبيليس الأول.

دوسيبيليس الأول (توفي قبل 914) كان هيباتوس جيتا من 867 حتى وفاته. كان الاختفاء المفاجئ للهيباتيين (حاكمان) المشتركين قسطنطين ومارينوس الأول بعد 866 يشير بقوة إلى أن صعود دوسيبيليس للسلطة كان عنيفًا. ذكر بداية على أنه برفكتوريوس ومن ثم هيباتوس في 877، عندما تبع مثال سلفه وجعل من ابنه شريكًا له.